# Hepatica doda
Hepatica doda là một loài bướm đêm trong họ Noctuidae.